# NannyMUD
NannyMUD, engelskspråkigt LPMud som drivs av Lysator.
NannyMUD öppnade officiellt den 20 april 1990, vilket gör det till ett av de första LPMudden i världen. En viss debatt har förekommit om det var det andra eller tredje; det första LPMuddet var Genesis. Till skillnad från alla andra tidiga LPMud har NannyMUD aldrig varit stängt för omfattande renovering. Detta betyder inte att MUDdet ser likadant ut idag som när det öppnade. Stora förändringar har gjorts, men under drift.
NannyMUDs tema har beskrivits som episk fantasy i klassisk Tolkien-stil, men det finns anakronistiska inslag. Många av beskrivningarna har en torr, underfundig humor i brittisk stil - något som NannyMUD delar med tidiga textbaserade spel som till exempel Zork. NannyMUD har varit känt som ett MUD med många uppdrag (engelska: quests). Under lång tid var det ett krav att man gjorde uppdrag för att avancera i spelet; detta har gjorts om och man kan nu samla poäng genom att besegra monster, göra uppdrag, eller bara vara inloggad.
Ursprungligen kunde man automatiskt avancera till trollkarl (engelska: wizard) när man samlat tillräckligt med poäng. En trollkarl kan skapa ny delar till MUDdet. Efter att detta missbrukats infördes ett system där man istället får ansöka om trollkarlsstatus. Med det nuvarande systemet kan man teoretiskt uppfylla kraven för avancemang genom att bara vara inloggad och umgås. I praktiken gör spelarna några uppdrag och besegrar några monster.